# Кржижановський Сигізмунд Домінікович
Сигізмунд Домінікович Кржижановський (30 січня (11 лютого) 1887, Київ — 28 грудня 1950, Москва) — радянський письменник і драматург, філософ, історик і теоретик театру.

## Життєпис
Сигізмунд Кржижановський народився 30 січня (11 лютого) 1887 року в околицях Києва в сім'ї вихідців з Польщі Домініка Олександровича і Фабіани Станіславівни Кржижановських.
Юнацтво письменника пройшло в Четвертій гімназії Києва. Після закінчення гімназії у 1907 році Кржижановський вступає на юридичний факультет Київського університету, паралельно відвідуючи лекції на історико-філологічному факультеті. У роки навчання в університеті друкуються його вірші і шляхові нариси про подорож по Італії, Австрії, Франції, Німеччині.
Після закінчення університету в 1913 Кржижановський служить помічником присяжного повіреного, проте в 1918 кидає юридичну практику і протягом трьох наступних років читає лекції з психології творчості, історії та теорії театру, літератури, музики у Київській консерваторії, Театральному інституті ім. М. Лисенка та Єврейської студії Києва.
Подальший розвиток літературна творчість Кржижановського одержало наприкінці 1910-х — середині 1920-х, коли в журналах «Зорі», «Тиждень мистецтва, літератури і театру» друкуються два його твору (оповідання «Якобі і нібито» і повість у нарисах «Штемпель: Москва», 1925).
Приїхавши в 1922 до Москви, викладає в студії Камерного театру і надалі працює в ньому. У Камерному театрі в грудні 1923 відбулася прем'єра єдиною дійшла до сцени п'єси Кржижановського — «Людина, яка була Четвергом» (підзаголовок: «за схемою Честертона», драматична переробка його однойменного роману).
Зневірившись побачити виданими свої твори в хронологічному порядку, Кржижановський складав свої новели в «книжки», не озираючись на час написання окремих речей, що дозволяло йому глибше підкреслювати їх внутрішні зв'язки і переклички. Таким чином, всі книги новел письменника є логічно завершені твори, підлеглі певної внутрішньої ідеї.
У 1939 Кржижановського приймають до Спілки Письменників, що, однак, не змінило загальної ситуації з труднощами видання творів.
З 1940 року художньої прози Кржижановський вже не писав, створивши лише два десятки нарисів про Москву воєнного часу і заробляючи на життя перекладами віршів і польської прози.
Помер письменник у Москві 28 грудня 1950 року, місце його поховання невідоме.
Широка публікація текстів Кржижановського почалася лише з 1989 року.

## Характеристика творчості
С. Д. Кржижановський — переважно автор прозових творів малої і середньої форми, а також статей і нарисів з історії Москви, історії та теорії драматургії і театру, психології сцени. Крім того, він написав кілька кіносценаріїв і лібрето кількох опер.
- Теоретичні роботи Кржижановського з історії, теорії та філософії літератури і театру та психології творчості органічно пов'язані з його художньою творчістю. І там, і там письменник постійно рефлексує на теми світової культури і філософії.
- Художній метод Кржижановського — створення метатексту (колажу з різних текстів), що будується на цитатах, алюзіях, на реінтерпретації (переосмисленні) в новому контексті образів, ідей, стійких міфологем світової культури.
- Великий вплив на творчість Кржижановського надали Шекспір, Е. Т. А. Гофман, Е. А. По, Свіфт, і в своїх творах він також обігрує та їх сюжетні лінії і образи.
- Не входячи ні в одну художню групу, Кржижановський вважав, що його метод ближче всього до імажинізму.
- Найважливіші теми і образи: пам'ять, гра, місто, книга, слово.
- Добре знаючи античну і середньовічну філософію, філософію Канта, Лейбніца та інших філософів Нового часу, Кржижановський художньо обіграє їх ідеї.
- Характерні для Кржижановського жанри: філософська фантасмагорія, притча, гротеск, сатира.
- У теоретичних роботах і художніх текстах есеїстичні типу Кржижановський використовує образи та ідеї світової культури для осмислення сучасної йому дійсності, в тому числі радянської.

## Основні твори

### Повісті
- 1924 — мандрівні «Дивно»
- 1929 — Матеріали до біографії Горгіса Катафалакі
- 1926 — Клуб вбивць літер
- 1927–1928 — Повернення Мюнхгаузена
- 1929 — Спогади про майбутнє (опублікована в 1989).

### Книги новел
- 1940 — Збірка оповідань 1920-1940-х років
- 1927–1931 — Чужа тема
- 1919–1927 — Казки для вундеркіндів
- 1940 — Неукушенний лікоть (Розповіді про Захід)
- 1932–1933 — Чим люди мертві
- 1937–1940 — Малий мала менше

### Нариси
- 1933 — Салир-Гюль (узбекистанський імпресії)
- 1945–1948 — Москва у перший рік війни (фізіологічні нариси)
- 1937 — Гарне море (виділено з «Збірника оповідань 1920-40 років» редактором Вадимом Перельмутер)
- 1924 — Московські вивіски
- 1925–2000 (До питання про перейменування вулиць)
- 1925 — Штемпель: Москва (повість в нарисах)
- 1925 — Колекція секунд

### П'єси
- Поп і поручик (мюзикл на музику Сергія Василенка, не поставлено)
- Людина, яка була Четвергом (за схемою Честертона) (Драматична переробка однойменного роману Честертона)
- Писана торба (не поставлено)
- Той третій (не поставлено)

### Сценарії
- 1930 — «Свято Святого Йоргена» (у титрах сценаристом вказаний режисер Протазанов)
- 1933 — «Новий Гуллівер» (у титрах не зазначений).

### Статті про літературу і театр
- Мистецтво епіграфа (Пушкін)
- Країни, яких немає
- Фрагменти про Шекспіра
- Поетика заголовків
- Театралізація думки
- філософеми про театр
- Драматургічні прийоми Бернарда Шоу

### Приватні запису і роздуми
- Записні зошити (короткі замітки, начерки, ескізи, задуми — здійснені та нездійснені, афоризми, думки, спостереження).